# Roger Gilson
Roger Gilson (* Dudelange, 19 de septiembre de 1947 - 18 de enero de 1995) fue un ciclista luxemburgués, profesional entre 1969 y 1980, cuyos mayores éxitos deportivos los logró en la Vuelta a España donde obtuvo 1 victoira de etapa en la edición de 1976 y en el Campeonato de Luxemburgo de ciclismo en ruta, prueba en la que se impuso en 4 ocasiones.

## Palmarés
| 1967 - Flèche du Sud 1969 - 2.º en el Campeonato de Luxemburgo en Ruta - Flèche du Sud 1971 - Vuelta a Colonia 1972 - Campeonato de Luxemburgo en Ruta 1973 - 2.º en el Campeonato de Luxemburgo en Ruta 1974 - Campeonato de Luxemburgo en Ruta | 1975 - Campeón de Luxemburgo de ciclismo en ruta 1976 - 1 etapa en la Vuelta a España - Campeonato de Luxemburgo en Ruta 1977 - 3.º en el Campeonato de Luxemburgo en Ruta |